# Trojena
Trojena is een luxeresort in aanbouw in het Sarawatgebergte in de Saoedi-Arabische provincie Tabuk. Het is een van de aangekondigde projecten van Neom, een groot investeringsproject van de Saoedische staat waarbij onder andere nieuwe toeristische bestemmingen worden gecreëerd rondom de Golf van Akaba. 
Trojena werd in 2022 aangekondigd. Het zou een dorp omvatten met winkels en luxehotels, een skigebied en een natuurreservaat. Gedurende drie maanden per jaar zou er cultuursneeuw gemaakt kunnen worden; daarbuiten zou er gebruik gemaakt worden van kunststof skibanen. Eind 2022 werden Neom en Trojena officieel aangeduid als de gastlocaties voor de Aziatische Winterspelen van 2029. 
Milieuorganisaties zoals Greenpeace hebben Trojena bekritiseerd omwille van de impact op het ecosysteem en stelden de nood aan luxeprojecten voor de ultrarijken in vraag.